# Kuppenheim

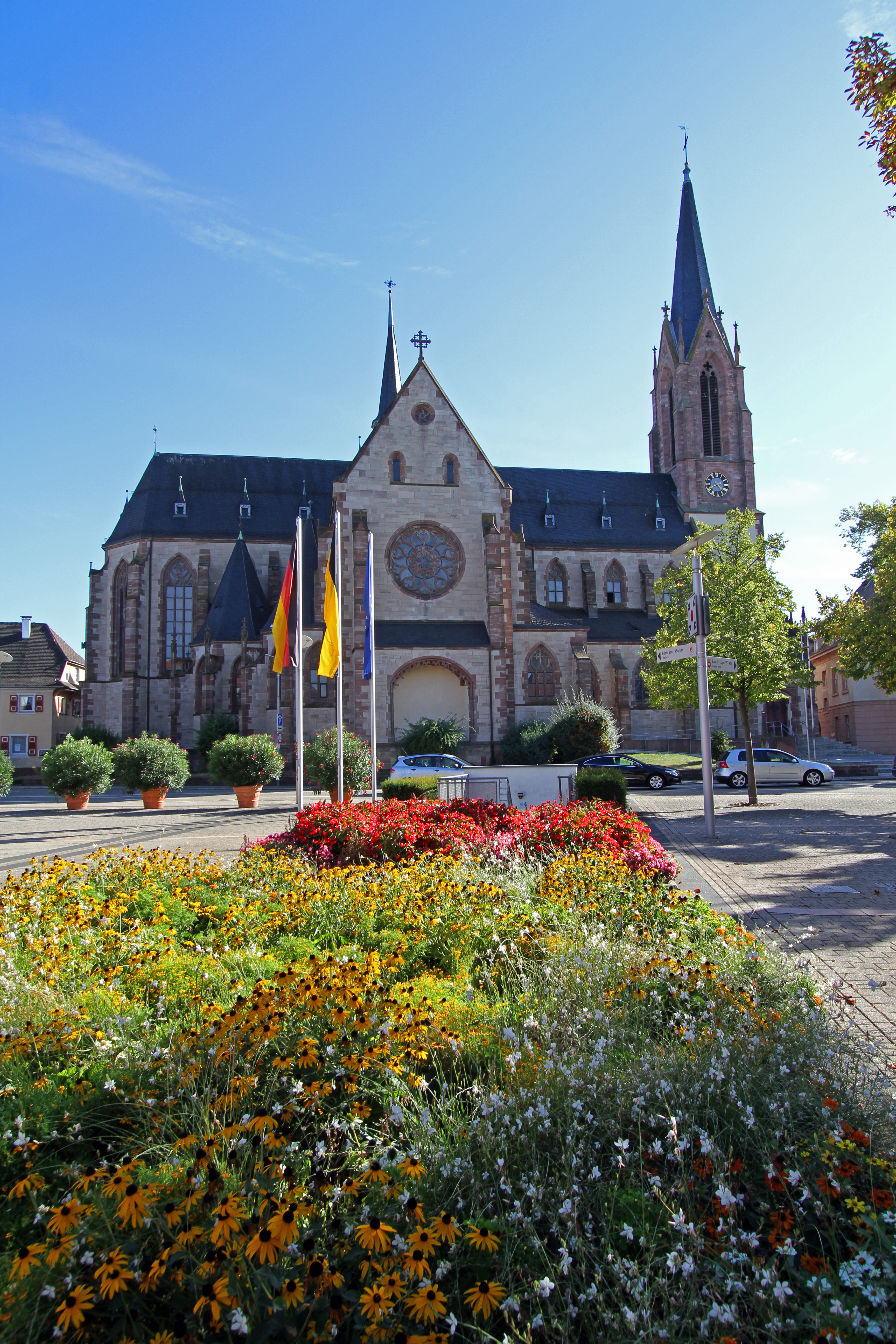
Iglesia San Sebastián

Kuppenheim (pronunciación en alemán: /ˈkʊpn̩ˌhaɪ̯m/ⓘ) es una ciudad alemana perteneciente al distrito de Rastatt, en el estado federado de Baden-Wurtemberg.

## Puntos de interés
- Museo de historia local[2]